# Prag–Karlovy Vary–Prag 1979
Prag–Karlovy Vary–Prag 1979 war die 50. Austragung des ältesten und längsten tschechischen Eintagesrennens Prag–Karlovy Vary–Prag. Es fand am 9. September über 262 Kilometer statt. Sieger wurde Martin Goetze aus der DDR.

## Rennverlauf
Mehr als 100 Radrennfahrer aus drei Ländern stellten sich dem Starter. Das Rennen war der letzte Lauf der Rennserie Großer Preis der sozialistischen Länder im Straßenradsport. Rennentscheidend war ein Angriff von Bernd Drogan nach der Wende in Karlovy Vary, aus dem die entscheidende Spitzengruppe entstand. Drogan fiel später aus der Spitze noch zurück und wurde 30.
Das Finale des Rennens auf der Aschenbahn des Prager Spartastadions gewann Martin Goetze im Sprint gegen drei tschechoslowakische Fahrer.

## Ergebnis
|     | Fahrer          | Verein/Land      | Zeit (h)    |
| --- | --------------- | ---------------- | ----------- |
| 01. | Martin Goetze   | DDR              | 6:24:40 h   |
| 02. | Zdeněk Dohnal   | Tschechoslowakei | gl. Zeit    |
| 03. | Vendelín Kvetan | Tschechoslowakei | gl. Zeit    |
| 04. | Jiri Korous     | Tschechoslowakei | gl. Zeit    |
| 05. | Vaclav Prusek   | Tschechoslowakei | + 01:47 min |
| 06. | Josef Caprnka   | Tschechoslowakei | gl. Zeit    |
| 0 … |                 |                  |             |